# Patrick Dralet
Patrick Dralet est un footballeur français né le 22 février 1951 à Nemours (Seine-et-Marne). 

## Biographie
Ce milieu de terrain a notamment évolué à Besançon.
Il a disputé 270 matchs en Division 2 et a inscrit un total de 16 buts dans ce championnat.

## Carrière
- avant 1968 :  RC Fontainebleau
- 1968-1971 :  Stade de Reims
- 1971-1981 :  RCFC Besançon
- 1981-1982 :  FC Chaumont
- 1982-1984 :  FC Gueugnon[1]

## Palmarès
- International junior